# Нікола Карчевська
Нікола Карчевська (пол. Nikola Karczewska; нар. 16 жовтня 1999, Зельонка, Польща) — польська футболістка, нападниця французького клубу «Флері 91» та національної збірної Польщі.

## Клубна кар'єра
Вихованка «Зябковії» (Зябки). У 2015 році приєдналася до УКС СМС (Лодзь), у складі якого дебютувала у вищому дивізіоні чемпіонату Польщі. Влітку 2019 року вона підписала контракт з «Гурник» (Ленчна).
У сезоні 2019/20 років стала чемпіонкою Польщі, виграла національний кубок та стала другою найкращою бомбардиркою чемпіонату з 13-ма голами. У наступному сезоні вона забила 23 м'ячі в чемпіонаті і знову стала другою найкращою бомбардиркою чемпіонату. За ці два сезони вона також брала участь у семи матчах Ліги чемпіонів, в яких відзначилася 4-ма голами.
У липні 2021 року приєдналася до представника французької Ліги 1 «Флері 91», з яким підписала 1-річний контракт.

## Кар'єра в збірній
Виступала жіночу молодіжну збірну Польщі (WU-19).
У футболці національної збірної Польщі дебютувала в червні 2019 року в програному (0:1) товариському матчі проти Словаччини.

## Досягнення
«Гурник» (Ленчна)
- Екстракляса
  -  Чемпіон (1): 2020

- Кубок Польщі
  -  Володар (1): 2020